# 毛利遊子
毛利 遊子（もうり ゆうこ）は、日本の女優、声優。

## 人物
『ネッキーとあそぼう わんぱく☆パラダイス』のマスコットキャラ、フラワーの初代声優として知られている。「おはなしのはこ」のコーナーでは、語り手を担当していた。フレッシュ役で出演していた佐々木靖が放送局側とトラブルを起こし、彼女自体は佐々木とは直接関わってはいないもののトラブルに関連して、第5回からは登場しなくなった。2011年5月8日に放送された『モヤモヤさまぁ〜ず2』では、フレッシュ役の佐々木とともに出演している。
現在は静岡県伊東市で放送しているラジオ番組『毛利遊子の天使の笑顔』に佐々木とともに出演している。

## 出演作品
- ネッキーとあそぼう わんぱく☆パラダイス - フラワーの声（初代）、『おはなしのはこ』の語り手（第1回〜第4回まで）
- 毛利遊子の天使の笑顔
- モヤモヤさまぁ〜ず2（2011年5月8日放送分）